# Гаевка (Хмельницкая область)
Га́евка (укр. Гаївка), до 2016 года — Улья́ново (укр. Улянове) — село в Теофипольском районе Хмельницкой области Украины.
Население по переписи 2001 года составляло 239 человек. Почтовый индекс — 30635. Телефонный код — 3844. Занимает площадь 0,992 км². Код КОАТУУ — 6824787002.

## Местный совет
30635, Хмельницкая обл., Теофипольский р-н, с. Шибена, ул. Октябрьская, 5